# Coudons
Coudons település Franciaországban, Aude megyében. Lakosainak száma 53 fő (2022. január 1.). Coudons Belvis, Ginoles, Nébias, Quirbajou és Quillan községekkel határos.

## Népesség
A település népessége az elmúlt években az alábbi módon változott:
| Lakosok száma | 83   | 81   | 79   | 54   | 49   | 54   | 52   | 52   | 52   | 53   |
|               | 1968 | 1982 | 1990 | 2006 | 2013 | 2015 | 2017 | 2019 | 2020 | 2022 |